# Cathédrale du Saint-Nom-de-Jésus de Raleigh
La cathédrale du Saint-Nom-de-Jésus (Holy Name of Jesus Cathedral) est l'église-mère du diocèse de Raleigh aux États-Unis, diocèse qui couvre la partie Est de l'État de Caroline du Nord. Elle remplace l'ancienne cathédrale du Sacré-Cœur de Raleigh, devenue trop petite. La nouvelle cathédrale peut accueillir 2 000 fidèles ; il s'agit de la cinquième cathédrale des États-Unis par ordre de grandeur.

## Histoire et description
Cette nouvelle cathédrale a été conçue par le cabinet d'architecte O'Brien & Keane, d'Arlington, et construite de 2015 à 2017 et dédiée au saint Nom de Jésus, la cérémonie de dédicace ayant eu lieu le 26 juillet 2017. Elle est de style néoroman italien.

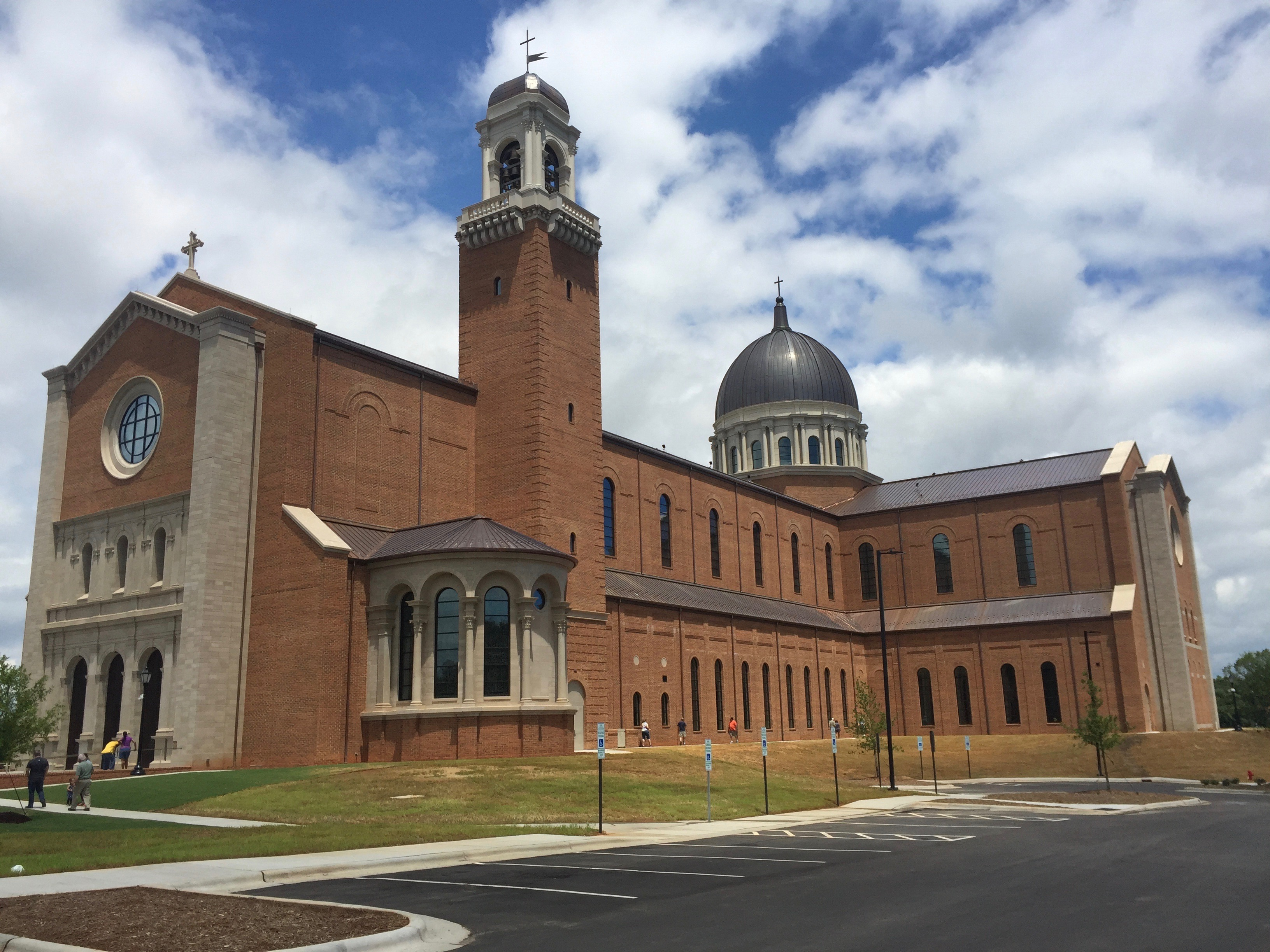
Cathédrale de Raleigh terminée.

L'édifice de plan en croix latine est orienté est-ouest comme le veut la tradition et il est surmonté d'un dôme recouvert de cuivre, pesant 162 tonnes et mesurant plus de 52 mètres de hauteur. Il est surmonté d'une croix et soutenu d'un tambour formé de colonnes jumelles corinthiennes, avec seize fenêtres. 
Sur le côté droit se dresse un clocher de 47 mètres de hauteur. Les façades sont recouvertes de brique rose et les colonnes et ornements en pierre grise. La façade Ouest présente des colonnes doriques, au premier ordre, puis des colonnes ioniques. 
Les vitraux ont été récupérés de l'église de l'Ascension de Philadelphie, démolie. Dans la nef, ils sont au nombre de dix, flanqués de deux plus petits, et alternent avec des baies récentes.
Sept se trouvent dans la chapelle de Tous-les-Saints : ils figurent les quatre Évangélistes, deux sont décoratifs et un vitrail rond montre un ange. La chapelle de l'Immaculée-Conception et celle de Saint-Joseph ferment les bras du transept. On peut admirer une vingtaine de statues dont celle du Serviteur de Dieu Thomas Price, premier prêtre ordonné originaire de Caroline du Nord. 
L'orgue de tribune issu de la maison C.B. Fisk a été installé en 2018.